# Torneo de Chengdú 2019
El Chengdu Open 2019 fue un torneo de tenis perteneciente al ATP Tour 2019 en la categoría ATP World Tour 250. El torneo tuvo lugar en la ciudad de Chengdu (China) desde el 23 hasta el 29 de septiembre de 2019 sobre canchas duras.

## Distribución de puntos
| Modalidad            | Campeón | Finalista | Semifinales | Cuartos de final | 2ª ronda | 1ª ronda | Clasificados | 2ª ronda de clasificación | 1ª ronda de clasificación |
| Individual masculino | 250     | 165       | 100         | 50               | 25       | 0        | 13           | 7                         | 0                         |
| Dobles masculino     | 250     | 150       | 90          | 45               | 20       | 0        | -            | -                         | -                         |

## Cabezas de serie

### Individuales masculino
| Tenista               | Ranking | Preclasificado |
| John Isner            | 20      | 1              |
| Félix Auger-Aliassime | 21      | 2              |
| Benoît Paire          | 23      | 3              |
| Grigor Dimitrov       | 25      | 4              |
| Dušan Lajović         | 29      | 5              |
| Taylor Fritz          | 30      | 6              |
| Kyle Edmund           | 32      | 7              |
| Denis Shapovalov      | 33      | 8              |

- Ranking del 16 de septiembre de 2019.[2]

### Dobles masculino
| Tenista                            | Ranking | Preclasificados |
| Ivan Dodig Filip Polášek           | 53      | 1               |
| Dominic Inglot Austin Krajicek     | 85      | 2               |
| Santiago González Robert Lindstedt | 111     | 3               |
| Jonathan Erlich Fabrice Martin     | 129     | 4               |

## Campeones

### Individual masculino
Pablo Carreño venció a  Aleksandr Búblik por 6-7(5-7), 6-4, 7-6(7-3)

### Dobles masculino
Nikola Čačić /  Dušan Lajović vencieron a  Jonathan Erlich /  Fabrice Martin por 7-6(11-9), 3-6, [10-3]